# Maliarpha separatella
Maliarpha separatella is een vlinder uit de familie snuitmotten (Pyralidae). De wetenschappelijke naam van deze soort is voor het eerst geldig gepubliceerd in 1888 door Émile-Louis Ragonot. Het is de eerste soort uit het geslacht Maliarpha dat Ragonot in dezelfde publicatie oprichtte.
De soort komt voor in tropisch Afrika. Ragonot gaf als vindplaats op "Cameroons".